# Bä Illi
Bä Illi è un comune del Ciad situato nel dipartimento di Loug Chari, provincia di Chari-Baguirmi